# Géza II của Hungary
Géza II (tiếng Hungary: II. Géza; tiếng Croatia: Gejza II.; tiếng Slovak: Gejza II.; 11 giờ 30 – 31 tháng 5 năm 1162) là Vua của Hungary và Croatia từ năm 1141 đến 1162.